# Динамічна деконструктивна психотерапія
Динамічна деконструктивна психотерапія (DDP) — це ручне лікування лікування прикордонних розладів особистості.

## Цілі
Цілями DDP є: (1) з'єднання з власними емоційними переживаннями з метою вироблення інтегрованого почуття себе та (2) з'єднання з іншими більш автентичними способами, щоб покращити якість відносин. 

## Фокус лікування
Основна увага лікування - останні соціальні взаємодії. Використовуються три набори методів: асоціація, атрибуція та інша. Використовуючи методи асоціації, терапевт допомагає клієнту виробити розповідну послідовність даної взаємодії та виявити емоції, які клієнт може пережити. За допомогою методів атрибуції терапевт допомагає клієнту вивчити альтернативні способи інтерпретації взаємодії, тим самим деконструюючи жорсткі, поляризовані віднесення до себе та інших та відкриваючи нові та більш складні перспективи. За допомогою методів Альтернативності терапевт надає деконструктивні переживання у відносинах терапевт-клієнт, які підтримують індивідуацію та допомагають експериментально деконструювати жорсткі, поляризовані ознаки. 

## Процедура лікування
DDP пропонується щотижня в межах 45-50 хвилин. Між сеансами клієнтам рекомендується працювати над підключенням до своїх емоційних переживань, використовуючи Листи щоденного зв’язку, та намагатися розвивати більш автентичні та індивідуальні стосунки поза лікуванням. 
DDP - обмежене часом лікування, яке проходить через чотири послідовні етапи, тривалість яких заздалегідь визначена на рівні 12 місяців. Очікування полягає не в тому, що клієнт вилікується протягом 12 місяців, а в тому, що клієнт буде достатньо одужав, щоб перейти від інтенсивного психічного лікування. Для пацієнтів, які не готові до цього кроку наприкінці 12 місяців, доступні щомісячні сеанси обслуговування або 6-місячні блоки щотижневих бустер-сесій. 

## Механізми змін
Нейрознавчі дослідження говорять про те, що люди з прикордонним розладом особистості обробляють емоційні переживання через аберрантні нейронні шляхи в мозку. Вони рідше використовують шляхи із залученням коркових областей вищого рівня, відповідальних за епізодичну пам'ять, інтеграцію, вербалізацію, регуляцію настрою та перспективу. Натомість вони, ймовірно, активують більш примітивні нейронні шляхи в лімбічній області мозку, що відповідає за тривогу, реакції страху та імпульсивність. Також в дослідженнях нейронаук встановлено, що простий акт виявлення та маркування емоцій може зменшити активацію лімбічної системи і зменшити фізіологічне збудження. 
Неодноразово переказуючи останні соціальні взаємодії, виявляючи емоції та вкладаючи їх у перспективу, DDP припускає гіпотезу, щоб активувати коркові шляхи вищого рівня, тим самим зміцнюючи їх та усуваючи дефіцит у процесі обробки емоцій у мозку. Аналогія, що застосовується, полягає у лікувальній фізкультурі після інсульту; фізична терапія неодноразово активізує мотонейронні шляхи в мозку, тим самим зміцнюючи їх і відновлюючи контроль над функціонуванням м’язів і добровільним рухом. 

## Ефективність
В окремих дослідженнях показано, що DDP покращує симптоми прикордонного розладу особистості (БПД), депресії та дисоціації, зменшує використання госпіталізації, зменшує дезадаптивну поведінку, наприклад, спроби самогубства, самопошкодження та зловживання наркотиками та покращити функціонування. У невеликому, рандомізованому контрольованому дослідженні DDP щодо спільного виникнення БПД та розладу вживання алкоголю клієнти, які отримували DDP, домоглися значно більшого поліпшення симптомів БПР, депресії та соціального функціонування, ніж клієнти, які отримували однакові інтенсивності на базі громади. 90% клієнтів, які закінчили 12 місяців DDP, досягли клінічно значущої зміни симптомів БЛД. Більшість учасників продовжували поліпшуватися після закінчення лікування ДПР, причому значне покращення відмічено у парасуїцидній поведінці, вживанні алкогольних напоїв та рекреаційному вживанні наркотиків. Дослідження, що вивчало механізми зміни, показало, що прихильність терапевта до DDP-методів рішуче прогнозувала поліпшення симптомів, таким чином, пропонуючи специфічну терапевтичну ефективність методів DDP. 
Серія пацієнтів із супутнім БПД та диссоціативним розладом ідентичності показала, що ПДР асоціюється із помітним поліпшенням дисоціативних симптомів протягом 12 місяців. 
Спостережне дослідження, яке порівнювало натуралістичні результати ДДП та діалектичної поведінкової терапії (ЛПЗ) у рефрактерних клієнтів лікування, помічене в клініці медичного університету, показало значно краще поліпшення для клієнтів, які отримували ДПР, ніж ДБТ за широким діапазоном результатів, включаючи симптоми БПД, депресію, інвалідність та самопошкодження Після незалежного огляду урядом США Служби зловживання речовинами та психічного здоров’я ДДП було включено до свого Національного реєстру програм та практик, заснованих на доказах  